# Drużynowy
Drużynowy – harcerz (najlepiej instruktor), stojący na czele drużyny harcerskiej lub gromady zuchowej. Kieruje on działalnością swojej jednostki. Jest odpowiedzialny za wychowywanie jej członków w duchu harcerskich ideałów, zgodnie z kanonami metody harcerskiej.

## Harcerstwo
Drużynowy - instruktor harcerski lub wędrownik kierujący podstawową jednostką organizacyjną w harcerstwie, taką jak gromada i drużyna. Powinien być przeszkolony do pełnienia tej funkcji czyli ukończyć kurs drużynowych. Nie może mieć też mniej niż 16 lat. 
Oznaczeniem funkcji jest sznur funkcyjny koloru granatowego noszony spod ramienia.

## Związek Strzelecki
Drużynowy - stopień młodszego podoficera w Związku Strzeleckim.

## Inne jednostki
Istnieją również drużyny, w których kierujący nosi inną nazwę niż drużynowy. Są to np.:
- drużyna w wojsku - dowódca drużyny,
- drużyna sportowa - kapitan drużyny,
- drużyna pociągowa - kierownik pociągu.